# Akureyrarkirkja
Akureyrarkirkja – kościół w Akureyri, mieście na północy Islandii. Świątynia została zaprojektowana przez Guðjóna Samúelssona, twórcę słynnego innego kościoła Hallgrímskirkja, a wybudowana w 1940 r.
Świątynia szczyci się ogromnymi organami o 3,2 tys. piszczałkach oraz witrażami i reliefami, które przedstawiają sceny z życia Jezusa Chrystusa. Wielkie okno w prezbiterium to dar katedry z Coventry w Anglii, jest to jeden z nielicznych elementów, jakie przetrwały niemieckie bombardowania podczas II wojny światowej.
Pod sufitem zawieszony jest model statku, który odzwierciedla starą nordycką tradycję, która chroni przebywających na morzu rybaków z danej parafii.